# Paganino Paganini
Paganino Paganini (llatí: Paganinus de Paganinis; c. 1450 – 1538), fou un impressor i editor de la República de Venècia durant el Renaixement. Fou l'editor original de les obres matemàtiques de Luca Pacioli, Summa de arithmetica i De divina proportione, i de la que es considera que podria ser la primera versió impresa de l'Alcorà en àrab.

## Biografia
Nascut a Brescia (ciutat de la Llombardia, aleshores pertanyent als "Dominis de terra ferma" de la República de Venècia) a mitjans del segle xv, Paganini es traslladà a Venècia de jove. Ja a Venècia va entrar en l'àmbit editorial el 1483, treballant amb els editors Bernardino Benalio i Giorgio Arrivabene. El 1487 va imprimir i va publicar la seva primera obra independent, una còpia del Missal Romà (publicat per primer cop el 1474). En els anys següents es va dedicar a la impressió de diverses obres de teologia i jurisprudència, incloent una bíblia excepcional acompanyada amb il·lustracions i amb comentari de Nicolau de Lira.Fou també l'impressor del Liber Elegantiarum, de Joan Esteve, diccionari en valencià i llatí, el primer de l'àmbit lingüístic del català. Les seves publicacions també inclouen obres significatives de matemàtiques i política.
El 1517 va retornar amb el seu fill Alessandro i la seva muller a Brescia, on va fundar el seu taller d'impremta propi en el monestir d'Isola del Garda; establintse més tard a la població de Toscolano, que avui és part del municipi de Toscolano-Maderno. Aquí va continuar la seva col·laboració amb el seu fill, també impressor i editor, imprimint nombrosos clàssics llatins i italians en format petit. En els seus darrers anys va traslladar-se a la ciutat de Cecina, també actualment part de Toscolano-Maderno, on va morir el 1538.

## Obres notables
Entre les més notables publicacions de Paganini hi ha tres obres de matemàtiques de Luca Pacioli: la Summa de arithmetica (1494) i el De divina proportione (1509), del propi Pacioli, i la seva traducció italiana dels Elements d'Euclides (1509). També va publicar el De Republica Veneta liber primus de Vergerio el 1526, contribuint a la influència d'aquesta obra en la política veneciana de principis del segle xvi.

### Primer Alcorà imprès en àrab
És altament probable que Paganini i el seu fill fossin els que, entre 1537 i 1538, publicaren la que seria probablement la primera edició impresa de l'Alcorà en àrab Aquesta obra probablement estava destinada a la seva exportació a l'Imperi Otomà, amb el qual Venècia va tenir extensos lligams comercials. Al final, l'empresa no reeixí; la totalitat de les impressions de l'obra s'hauria perdut, segons informacions de diversos contemporanis, tot i que les explicacions sobre les causes de la desaparició varien àmpliament. Tanmateix, una còpia d'aquest Alcorà imprès va ser trobada el 1987 en un monestir d'Isola di San Michele (Venècia).